# Lillian Faderman
 (novembre 2017).
Si vous disposez d'ouvrages ou d'articles de référence ou si vous connaissez des sites web de qualité traitant du thème abordé ici, merci de compléter l'article en donnant les références utiles à sa vérifiabilité et en les liant à la section « Notes et références ».
Lillian Faderman (née le 18 juillet 1940  dans le Bronx, à New York) est une historienne américaine spécialisée dans les études lesbiennes.

## Biographie
De famille juive, sa mère et sa tante quittent la Lettonie en 1923 pour New York. Lillian grandit à Los Angeles auprès de sa mère, célibataire et isolée après l'assassinat de sa famille durant la Seconde Guerre mondiale. Elle étudie à l'Université de Californie et obtient sa licence à Berkeley en 1962, puis soutient sa thèse en 1975 à Los Angeles. 
Elle commence à s'affirmer comme lesbienne alors que prévalent la discrétion et les faux mariages entre gays et lesbiennes. Elle publie en 1980 une étude du féminisme lesbien en Allemagne, et Michel Foucault la rencontre alors qu'elle poursuit ses recherches sur l'histoire de l'homosexualité féminine en Europe et aux États-Unis. Elle s'intéresse alors aux amitiés passionnées entre femmes, qui sans être sexuelles évincent toute présence masculine. Son livre Surpassing the Love of Men se présente comme une histoire des lesbiennes à travers une définition large, plus sentimentale que sexuelle, du lesbianisme, proche du "continuum lesbien" proposé par Adrienne Rich à la même époque. 
Accusée d'avoir une vision désexualisée des lesbiennes et d'avoir occulté les butch-fem, elle poursuit ses recherches en se concentrant sur le XXe siècle, et tout particulièrement sur l'implication des lesbiennes dans les luttes féministes (Odd Girls and Twilight Lovers, To Believe in Women). Pionnière des études LGBT, elle a contribué à la création de départements d'études féminines et de gay studies. Cependant, à la différence de George Chauncey, aucun de ses livres n'est traduit en français. Elle vit depuis 1971 avec la même femme et enseigne la littérature anglaise à l'université d'État de Californie à Fresno.

## Publications
- avec Barbara Bradshaw, Speaking for Ourselves, Scott, Foresman and Co., 1969.
- avec Brigitte Eriksson, (dir.), Lesbian-Feminism in Turn-of-the-Century Germany Stories and Autobiographies, Naiad Press, 1980 ; Lesbians in Germany, 1890s-1920s, Naiad Press, 1990.
- Scotch Verdict: Miss Pirie and Miss Woods vs. Dame Cumming Gordon, 1983 ; Columbia University Press, 1994.
- Surpassing the Love Of Men: Romantic Friendship and Love Between Women from the Renaissance to the Present, William Morrow & Co., 1981 ; Harper, 1998.
- Odd Girls and Twilight Lovers: A History of Lesbian Life in Twentieth-Century America, Columbia University Press & Penguin, 1991.
- Chloe Plus Olivia, An Anthology of Lesbian Literature From the Seventeenth Century to the Present, Viking Penguin, 1994.
- To Believe in Women: What Lesbians Have Done for America-A History, 1999.
- Naked in the Promised Land: A Memoir, Houghton Mifflin, 2003.
- avec Yolanda Retter (dir.), Great Events From History: Gay, Lesbian, Bisexual, Transgender Events, Salem Press, 2006.
- avec Stuart Timmons, Gay L. A.: A History of Social Vagrants, Hollywood Rejects, And Lipstick Lesbians, New York, Basic Books, 2006.

## Récompenses et distinctions
- Prix Lambda Literary
  - 1991 dans la catégorie Editor's Choice pour Odd Girls and Twilight Lovers: A History of Lesbian Life in 20th Century America
  - 1994 dans la catégorie Anthologies/Fiction pour Chloe Plus Olivia
  - 1999 dans la catégorie Lesbian Studies pour To Believe in Women: What Lesbians Have Done for America
  - 2003 dans la catégorie Autobiography/Memoir pour Naked in the Promised Land
  - 2006 dans la catégorie Arts & Culture pour Gay L. A.: A History of Sexual Outlaws, Power Politics, And Lipstick Lesbians
  - 2006 dans la catégorie Nonfiction pour Gay L. A.: A History of Sexual Outlaws, Power Politics, And Lipstick Lesbians